# Día de la independencia (Azerbaiyán)
Día de independencia de Azerbaiyán (en azerbaiyano Azərbaycanda Müstəqilliyin Bərpası Günü) - día de la aprobación por el Consejo Supremo de Azerbaiyán el acta constitucional sobre la independencia estatal de la República de Azerbaiyán y establecimiento del estado independiente. Según el acto nueva República de Azerbaiyán es sucesor de antigua República Democrática de Azerbaiyán. Día de independencia se celebra el 18 de octubre. Es día laboral.

## Historia
El 30 de agosto de 1991 en la sesión plenaria del Consejo Supremo de Azerbaiyán  fue aprobada la declaración sobre la recuperación de la independencia estatal de la República.
El Consejo Supremo, guiando por intereses estatales de la nación azerbaiyana y expresando su voluntad, al destacar proclama la recuperación del independiente estatal de la República de Azerbaiyán.
El 28 de mayo de 1918 en base de la declaración sobre la independencia, adoptado el 28 de mayo de 1918 por el Consejo Nacional de Azerbaiyán y guiando la declaración del Consejo Supremo de Azerbaiyán del 30 de agosto de 1991 “Sobre la recuperación de la independencia de la República de Azerbaiyán” aprobó el acta constitucional sobre la independencia estatal de Azerbaiyán y estableció las bases de la institución estatal, política y económica de la República de Azerbaiyán independiente.   En virtud de este documento y el referendo Azerbaiyán, tras haber formado parte de la URSS durante 71 años, restableció su Soberanía Estatal.

## Celebración
El 18 de octubre de 2011 fue celebrado el 20 aniversario de la restauración de la independencia de la República de Azerbaiyán.
El 18 de octubre de 2016 la República de Azerbaiyán se celebró el 25 aniversario de la recuperación su independencia. 

## Filatelia

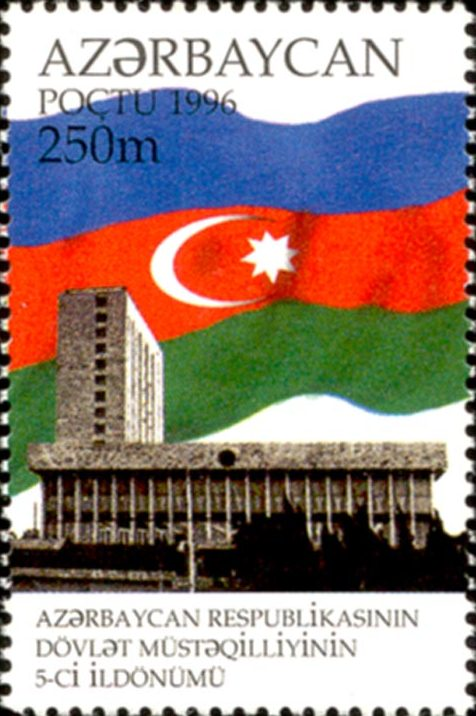
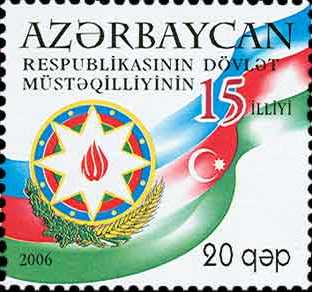
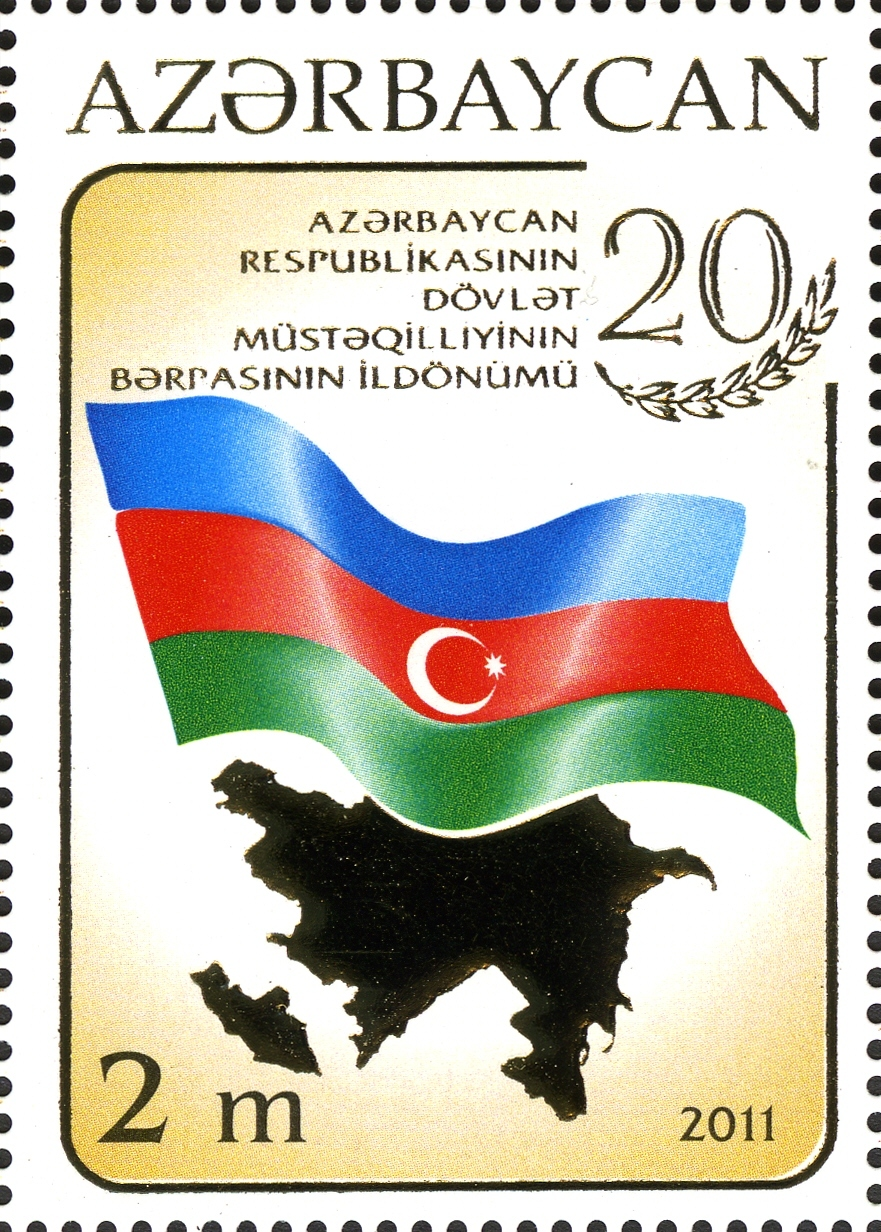